# Aleksandr Moisiejewski
Aleksandr Gawriłowicz Moisiejewski (ros. Александр Гаврилович Моисеевский, ur. 18 października 1902 w mieście Wiernyj), zm. 18 marca 1971 w Moskwie) – radziecki generał major, Bohater Związku Radzieckiego (1945).

## Życiorys
Mieszkał w Tomsku, gdzie skończył dwie klasy gimnazjum, pracował w fabryce, od 1919 służył w Armii Czerwonej. 
Walczył w wojnie domowej w Rosji 1919-1920 i podczas konfliktu o Kolej Wschodniochińską, w 1921 skończył kursy artyleryjskie, a w 1922 kursy doskonalenia kadry dowódczej, w 1924 został członkiem RKP(b). W 1934 ukończył Wojskową Akademię Polityczną im. W.I. Lenina, a w 1940 zaocznie Akademię Wojskową im. Frunzego, od czerwca 1941 brał udział w wojnie z Niemcami kolejno na Froncie Rezerwowym, Zachodnim, Białoruskim i 1 Białoruskim. We wrześniu 1941 objął dowództwo 303 Dywizji Piechoty, w 1941 uczestniczył w walkach pod Smoleńskiem, pod Jelnią i Spas-Diemieńskiem, w 1942 w walkach pod Rżewem i Syczowem, w 1943 w wyzwoleniu Dorogobuża i Smoleńska, w 1944 w forsowaniu Bugu i zajęciu Chełma, forsowaniu Wisły w rejonie Kazimierza Dolnego i uchwyceniu przyczółka, a w 1945 w zajęciu Radomia i Poznania, operacji wiślańsko-odrzańskiej, forsowaniu Odry i operacji berlińskiej. 14 stycznia 1945 na czele dywizji przerwał obronę przeciwnika w rejonie miasteczka Policzna, a 29 stycznia 1945 opanował zachodni sektor Poznania. W 1951 ukończył Wyższe Kursy Akademickie przy Wyższej Akademii Wojskowej, w 1954 został zwolniony do rezerwy w stopniu generała majora. Przez wiele lat pracował w Ministerstwie Obrony ZSRR. W Sławgorodzie ustawiono jego popiersie.

## Odznaczenia
- Złota Gwiazda Bohatera Związku Radzieckiego (6 kwietnia 1945)
- Order Lenina (dwukrotnie - 6 kwietnia 1945 i 30 kwietnia 1945)
- Order Czerwonego Sztandaru (czterokrotnie - 4 kwietnia 1930, 30 marca 1943, 3 listopada 1944 i 15 listopada 1950)
- Order Suworowa II klasy (29 maja 1945)
- Order Kutuzowa II klasy (3 czerwca 1944)
- Medal jubileuszowy „XX lat Robotniczo-Chłopskiej Armii Czerwonej”
- Medal „Za zwycięstwo nad Niemcami w Wielkiej Wojnie Ojczyźnianej 1941–1945”
- Medal „Za wyzwolenie Warszawy”
- Medal „Za zdobycie Berlina”
- Medal za Odrę, Nysę, Bałtyk (Polska Ludowa)